# Giulia Guarieiro
Giulia Guarieiro (* 24. Juli 1995 in São Paulo, Brasilien) ist eine brasilianische Handballspielerin, die für die brasilianische Nationalmannschaft aufläuft.

## Karriere

### Im Verein
Giulia Guarieiro spielte anfangs für den brasilianischen Verein EC Pinheiros. Im Sommer 2017 unterschrieb die Rückraumspielerin einen Vertrag beim spanischen Erstligisten Balonmano Bera Bera. Guarieiro gewann mit Bera Bera im Jahr 2018 die spanische Meisterschaft, zu deren Gewinn sie 58 Treffer beitrug. Anschließend wechselte die Rechtshänderin zum Ligakonkurrenten KH-7 BM Gronollers. In vier Spielzeiten erzielte sie insgesamt 337 Tore für KH-7 BM Gronollers. Für die Saison 2022/23 besaß sie einen Vertrag beim rumänischen Erstligisten HC Dunărea Brăila, der jedoch vor dem Saisonbeginn aus medizinischen Gründen aufgelöst wurde. Daraufhin schloss sie sich dem rumänischen Erstligisten CS Măgura Cisnădie an. Im Sommer 2023 kehrte sie zu KH-7 BM Gronollers zurück. Im Sommer 2025 wechselte sie zum deutschen Bundesligisten Thüringer HC.

### In Auswahlmannschaften
Guarieiro gewann im Jahr 2014 bei der Juniorinnen-Panamerikameisterschaft die Goldmedaille. Weiterhin nahm Guarieiro mit der Juniorinnennationalmannschaft im selben Jahr an der U-20-Weltmeisterschaft teil, bei der sie 33 Treffer erzielte. Mit der brasilianischen A-Nationalmannschaft gewann sie in den Jahren 2021, 2022 und 2024 den Titel bei der süd- und zentralamerikanischen Meisterschaft. Weiterhin nahm Guarieiro mit Brasilien an den Panamerikanischen Spielen 2023 teil, bei denen sie die Goldmedaille gewann. Sie gehörte dem brasilianischen Aufgebot bei den Olympischen Spielen in Tokio und bei den Olympischen Spielen in Paris an.